# Кинарпс арена
Кинарпс арена (швед. Kinnarps Arena), која се прво звала Росенлундхален, је дворана која углавном служи за хокејашке мечеве локалног хокеј тима ХК ХВ71 и смештена је у насељу Росенлунд у граду Јенћепингу, Шведска. Максималан капацитет на хокеј утакмицама је до 7.400 особа. И поред тога што дворана служи приоритетно за хокеј утакмице у њој су се одржавала локална такмичења за Песму Евровизије, Мелодифестивален, али и разни концерти, међу којима је и онај Боб Дилана. Неки од мечева Светског првенства 2011. одиграни су у овој арени.

## Историја Росенлундхалена
Градско веће општине Јенћепинг одлучује 1956. да направи дворану са вештачким ледом. Отварење дворане је било 1958. и у њој су играли и тренирали локални хокеј тимови.
У доба кад је дворана отворена била је прва модерна дворана за хокеј у Скандинавији. Средином 80-их година прошлог века долази до измена у дворани и један број стоећих места је замењен седећим. Дворана је била домаћин и СП у карлингу 1985, takmi;ewima у рукомету, боксу, рвању, итд.
Почетком 90-их годиња почињу све чешће критике дворане. У то доба локални хокеј тим је био најбољи у шведској хокеј лиги (швед. Allsvenskan), а говорило се да играју у шведској најлошијој дворани. Крајем 90-их општина Јенћепинг продаје дворану хокеј тиму ХВ71 и на том истом месту се гради Кинарпс арена.

## Изградња Кинарпс арене
Дан после завршетка сезоне за ХВ71 почело је рушење Росенлундхале. На том истом месту започиње се градња нове арене 17. септембра 1999, а хокејашки мечеви су одигравани у јоп увек незавршеној дворани. У септембру 2000. обављени су завршни радови. Број места је повећан са 4.200 на 6.236. У ложама има 320 места, а 20 места за особе са специјалним потребама и 20 места за новинаре. Планира се доградња две дворане као и прилази арени што би коштало 75-90 милиона шведских круна. Накнадно је дошло и до измена у самој арени, тако да је број гледалаца које арена може да примити сада износи 7.000 особа.